# Anne-Marie de Béthune
Anne-Marie de Béthune, född 1610, död 1688, var en fransk hovfunktionär. Hon var dame d'atours till Frankrikes drottning Maria Teresia av Österrike (1638–1683) från 1660 till 1683.
Hon var dotter till François Honorat de Beauvilliers och gifte sig 1629 med Hippolyte de Béthune. Hon utsågs till dame d'atours 1660 och behöll tjänsten hela drottningens levnad. 